# Amarantita
La amarantita és un mineral de la classe dels sulfats. Rep el seu nom del grec αμάραντος (amarant), en al·lusió al seu color.

## Característiques
La amarantita és un sulfat de fórmula química Fe3+
2O(SO₄)₂(H₂O)₄·₃H₂O. Cristal·litza en el sistema triclínic. Els cristalls, de fins a 2 cm, són allargats al llarg de [001], amb dominant {100} i {010}, i amb secció transversal quadrada. També poden ser aplanats [100] i estriats en {001} amb més de 60 formes conegudes. Típicament son radials o formant agregats d'agulles. La seva duresa a l'escala de Mohs és 2,5.
Segons la classificació de Nickel-Strunz, la l'amarantita pertany a «07.DB: Sulfats (selenats, etc.) amb anions addicionals, amb H₂O, amb cations de mida mitjana només; octaedres aïllats i unitats finites» juntament amb els següents minerals: aubertita, magnesioaubertita, svyazhinita, khademita, rostita, jurbanita, minasragrita, ortominasragrita, anortominasragrita, bobjonesita, hohmannita, metahohmannita, aluminocopiapita, calciocopiapita, copiapita, cuprocopiapita, ferricopiapita, magnesiocopiapita i zincocopiapita.

## Formació i jaciments
Es tracta d'un mineral secundari format especialment en climes àrids. Sol trobar-se associada a altres minerals com: hohmannita, fibroferrita, calcantita, copiapita, coquimbita i sideronatrita. Va ser descoberta a Caracoles, al districte de Sierra Gorda, a la província d'Antofagasta (Regió d'Antofagasta, Xile).